# Falbe (Pferd)

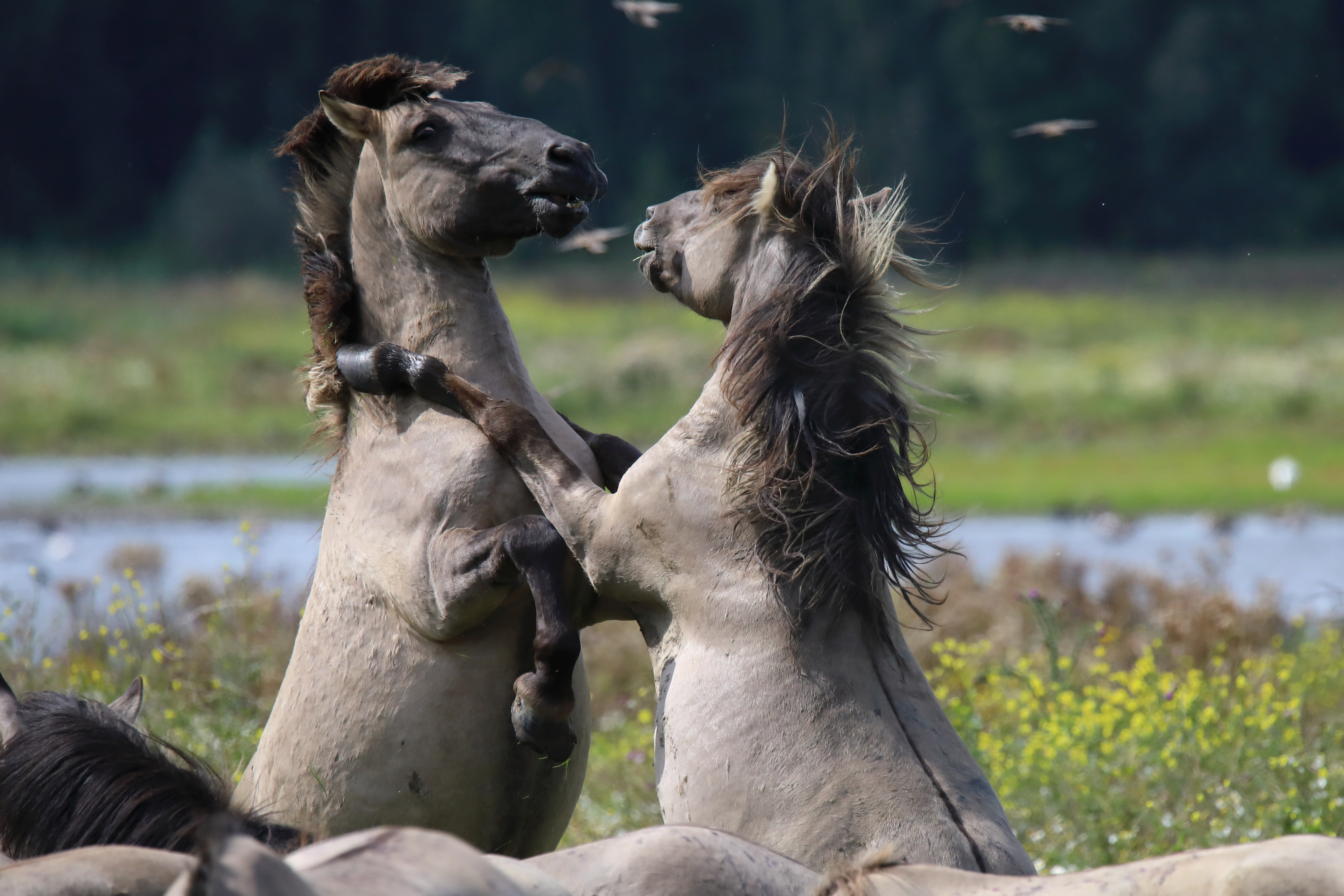
Konik, Mausfalbe mit schwarzer Gesichtsmaske

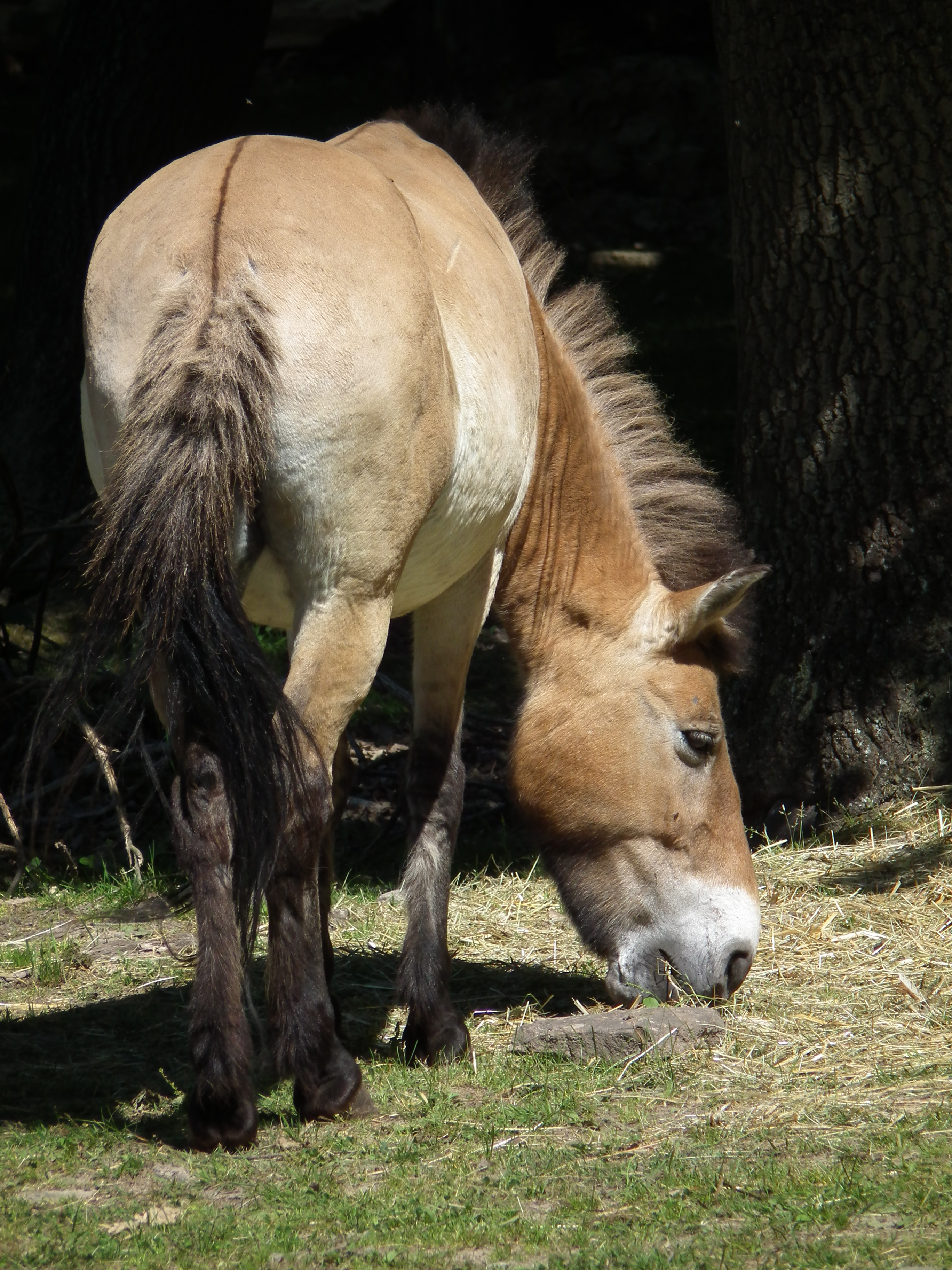
Przewalski-Pferd, Braunfalbe mit Mehlmaul

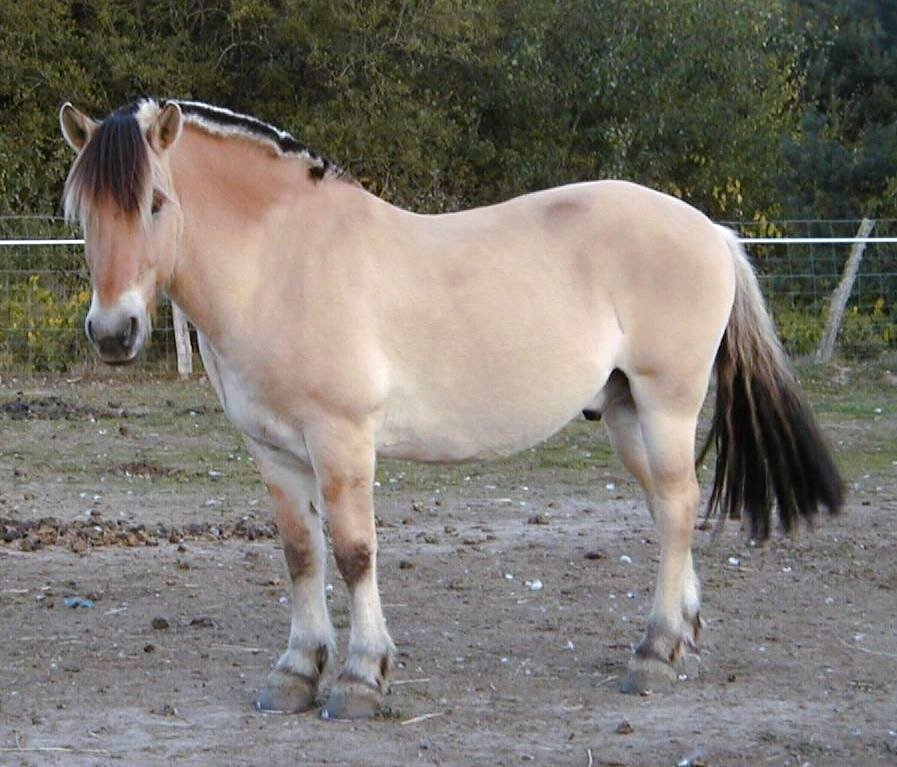
Fjordpferd, Braunfalbe mit Mehlmaul und dunkler Haut

Ein Falbe ist ein Pferd mit hellem Fell, einem Aalstrich und dunkler Mähne und Schweif.
Falben mit der Grundfarbe Braun heißen Braunfalben. Bei Mausfalben ist die Grundfarbe Rappe.
Bei Fuchsfalben ist die Grundfarbe Fuchs und Mähne und Schweif haben die zugrundeliegende Fuchsfarbe.
Die Falbfarbe entspricht dem Wildtyp des Przewalski-Pferdes und des Tarpans. Sie tritt bei vielen vor allem ursprünglichen Ponyrassen auf: Sorraia und Fjordpferde sind immer Falben. Falb wird genetisch durch das Wildtyp-Allel D auf dem Dun-Locus hervorgerufen. Das rezessive Allel d ist nicht aufgehellt und bei den meisten Hauspferden weiter verbreitet als der Wildtyp des Gens.
Im weiteren Sinne wird das Wort auch für alle Pferde mit grauem oder sandfarbenem Fell und dunklerem Langhaar verwendet. Dieses Erscheinungsbild kann durch verschiedene Gene hervorgerufen werden. Verwechslungsmöglichkeite werden im Folgenden bei den Farbschlägen beschrieben.

## Etymologie
Das Wort Falbe ist die substantivierte Form von falb und stammt ebenso wie das Wort fahl von dem altgermanischen Adjektiv falo ab, das sich im Mittelhochdeutschen zu val und valwer wandelte. Es ist mit einer Reihe von Wörtern aus indogermanischen Sprachen verwandt, die fahl, grau, blass, weißlich oder blassgelb bedeuten. Beispielsweise heißt griechisch poliós grau, das lateinische Wort pallidus heißt blass, das litauische Palvas heißt blassgelb, das englische fallow heißt falb oder gelbbraun. Diese Wörter gehen auf das indogermanische poluos (fahl) zurück, das von der indogermanischen Wurzel pel abgeleitet ist, die grauweißlich oder scheckig bedeutet.

## Aussehen

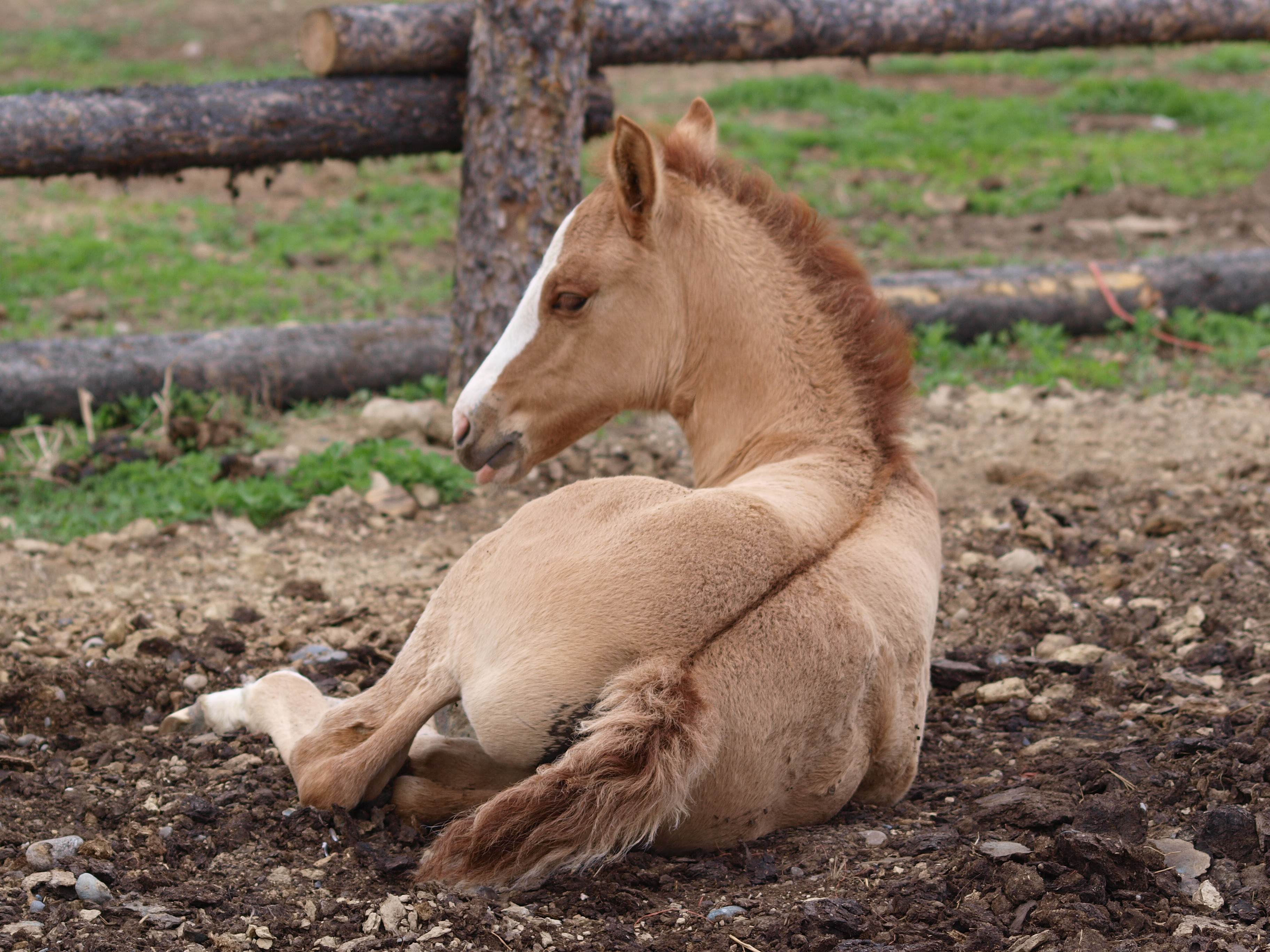
In der Mitte des Rückens befindet sich ein dunkler Aalstrich (hier: Fuchsfalbe)
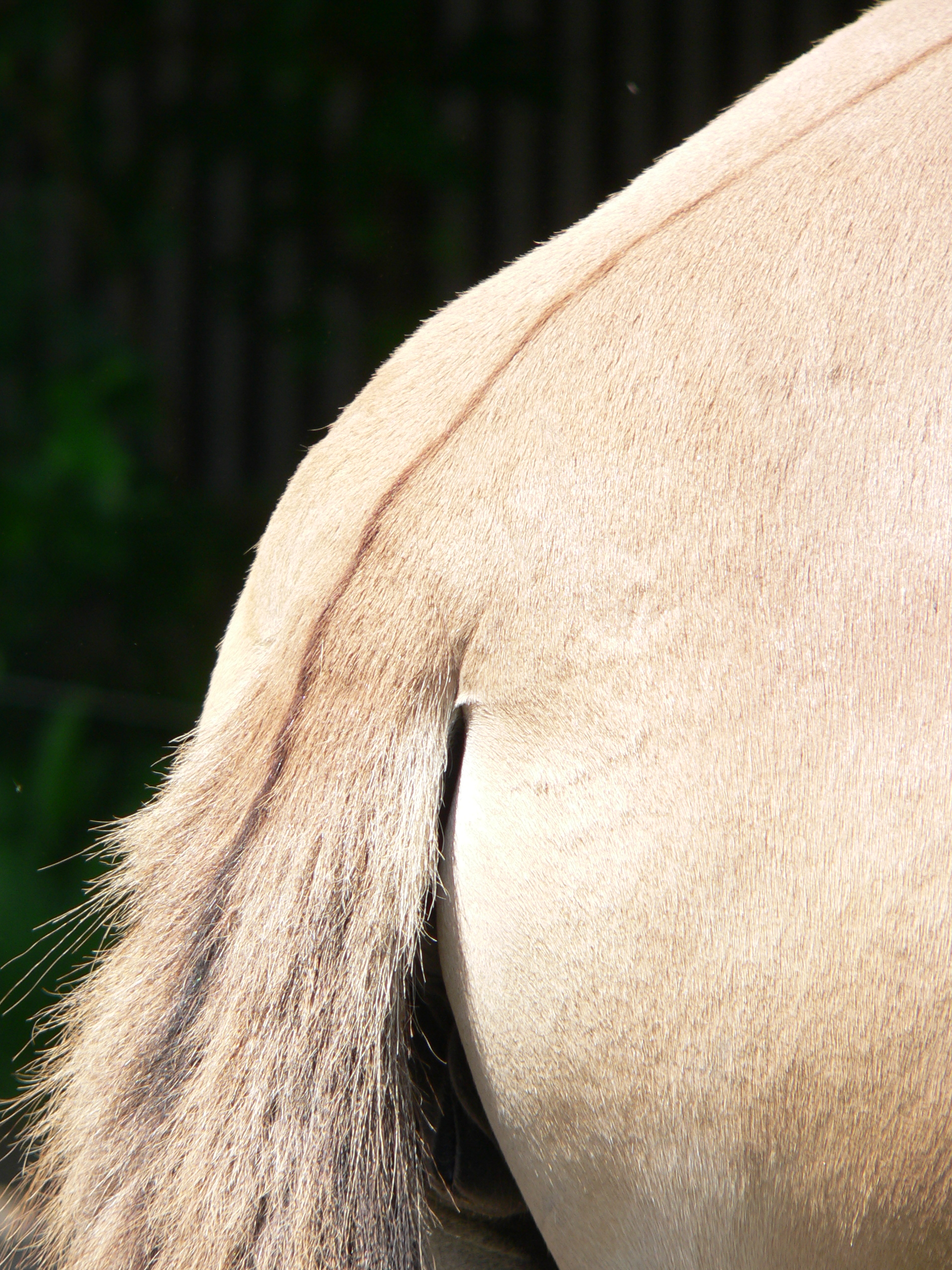
Der Aalstrich führt oft bis in den Schweif hinein
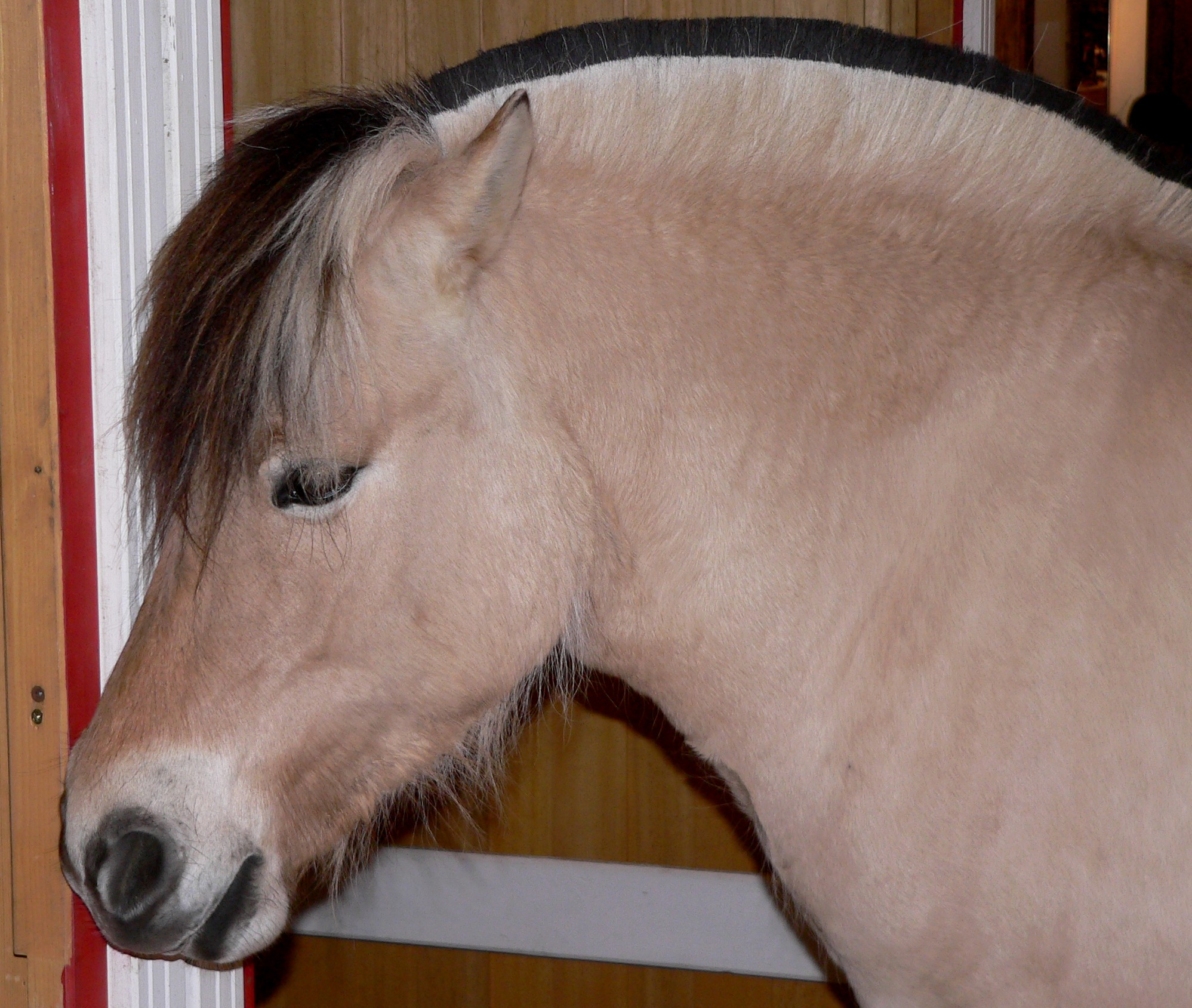
Die hier kürzer geschnittenen Haare am Rande der Mähne sind oft heller als die Fellfarbe
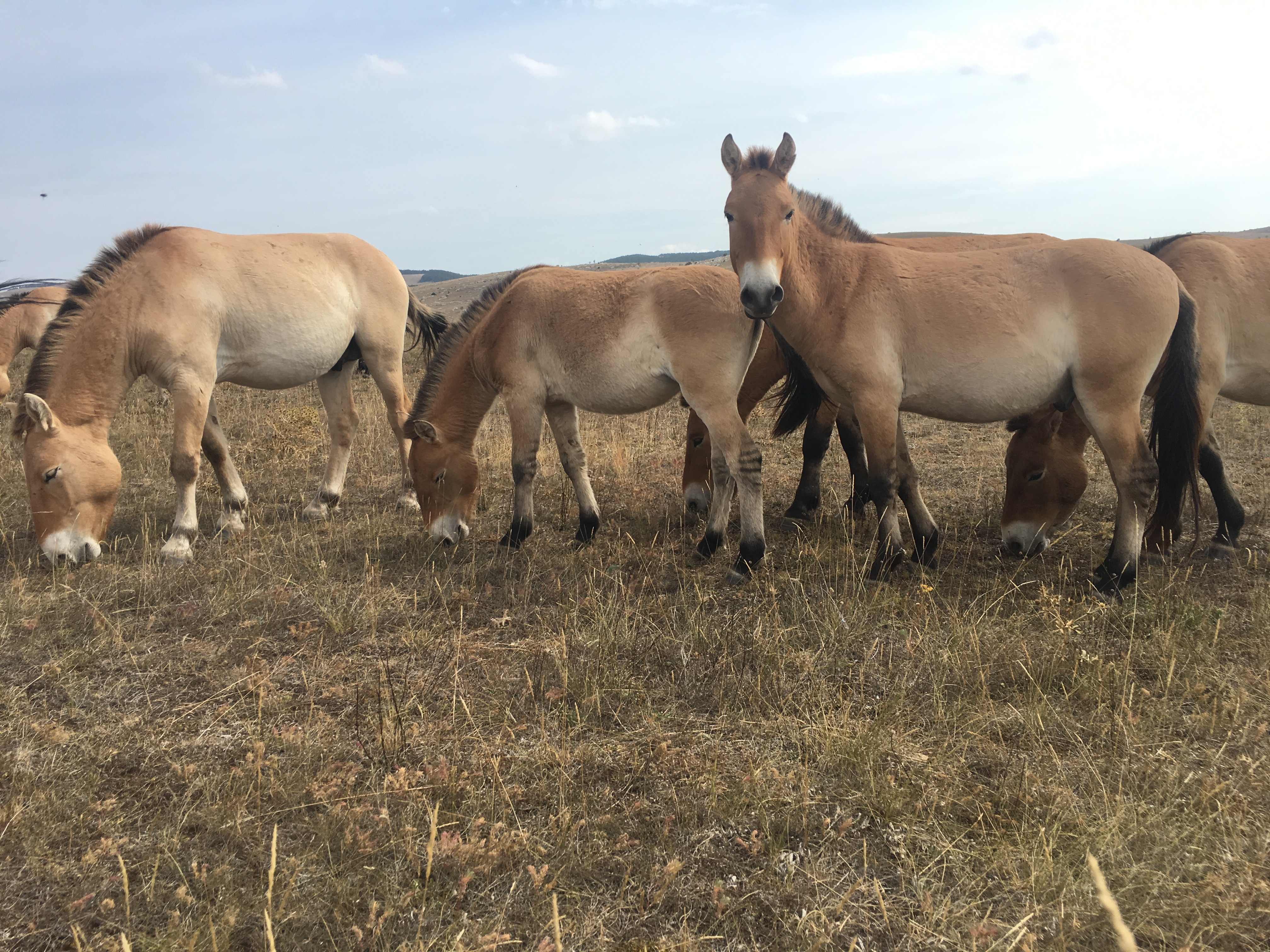
Das Fohlen zeigt am Vorderfußwurzelgelenk und am Sprunggelenk Zebrastreifen.
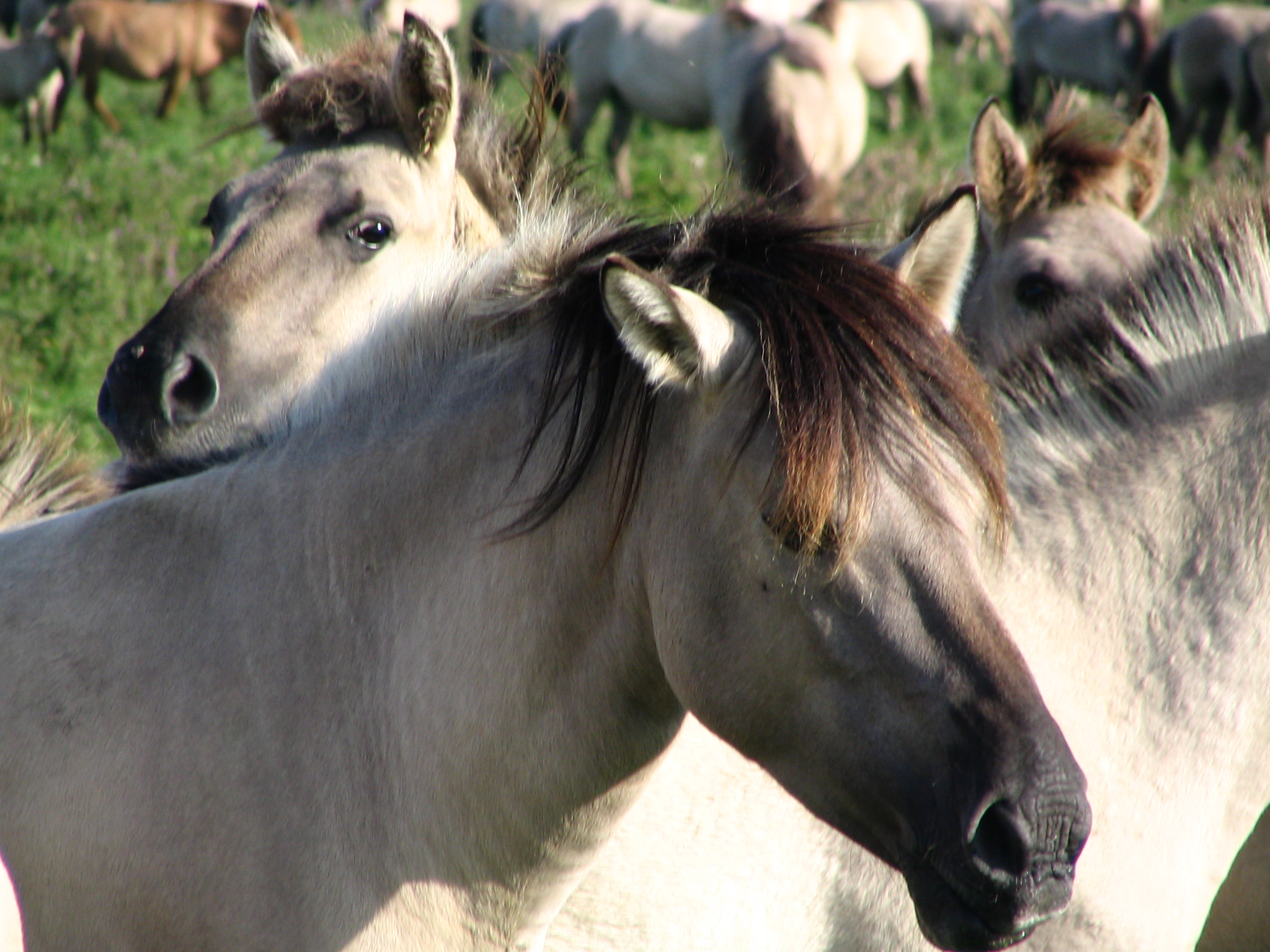
Schwarze Gesichtsmaske bei einem Konik

Das Falb-Gen führt zu einer aufgehellten Fellfarbe am Körper, die je nach Grundfarbe gelblich, rötlich oder grau sein kann. Die Haut von Falben ist dunkel.
Auf dem Rücken findet sich immer ein deutlicher Aalstrich, der zwischen den Ohren beginnt und über den Rücken bis in den Schweif weitergeht. Da der Aalstrich oft schmaler ist als der Bereich, in dem die Mähne wächst, ist die Mähne gewöhnlich dreifarbig: In der Mitte sind die Haare dunkel, während die äußeren Mähnenhaare die helle Falbfarbe haben. Auch im oberen Teil der Schweifrübe kommt es manchmal zu einer Dreiteilung mit hellen Haaren am Rand und dunkleren in der Mitte, der untere Teil des Schweifes ist dagegen dunkel.
An anderen Stellen behält das Fell seine dunklere Grundfarbe und bildet dadurch die dunklen Wildfarbigkeitsabzeichen aus. Das sind der Aalstrich, eventuell auch Schulterkreuz, eine schwarze Gesichtsmaske und einzelne schwach ausgeprägte Zebrastreifen an den Beinen. Diese Abzeichen sind sehr unterschiedlich ausgeprägt – manche Pferde zeigen alle diese Merkmale sehr deutlich, bei anderen sind sie abgesehen vom Aalstrich nicht vorhanden oder nur sehr schwach zu erkennen.

### Braunfalbe

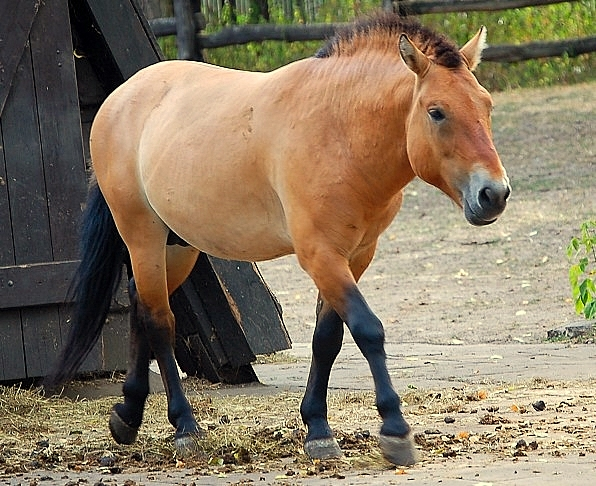
Braunfalbe (Przewalski-Pferd) mit Mehlmaul und dunkler Haut (schwarze Lippen)
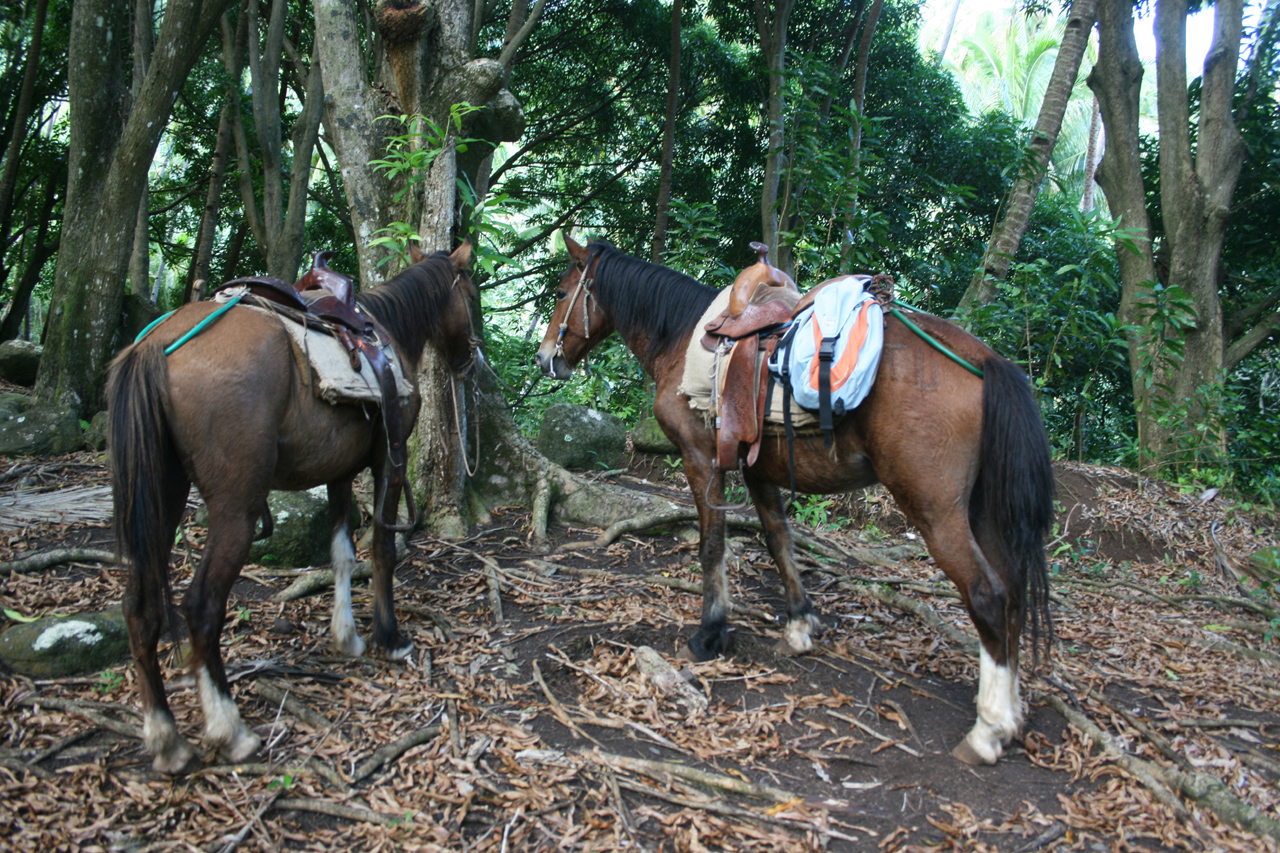
Links ein dunkler Braunfalbe – erkennbar am Aalstrich und den helleren Randhaaren der Mähne –, rechts ein Brauner

Braunfalben, oft auch einfach nur Falbe genannt, sind durch das Falb-Gen aufgehellte Braune. Sie sind am Körper sandfarben, wobei die Farbe durch den Einfluss anderer, nur teilweise bekannter Gene erheblich variieren kann. Die Wildfarbigkeitsabzeichen, das Langhaar, Mähne, Schweif und Aalstrich sind schwarz.
Je nachdem, wie hoch die schwarze Zeichnung bei dem zugrunde liegenden Braunen reicht, ist sie auch beim Falben unterschiedlich ausgeprägt.
Verwechslungsmöglichkeiten:
- Braunfalben ähneln Braunisabellen, die aber eine einfarbig schwarze Mähne und keine Wildfarbigkeitsabzeichen haben.
- Amber Champagne, die aber eine einfarbig schokoladenbraune Mähne und Schweif und rosa Haut mit dunklen Punkten haben.

### Fuchsfalbe

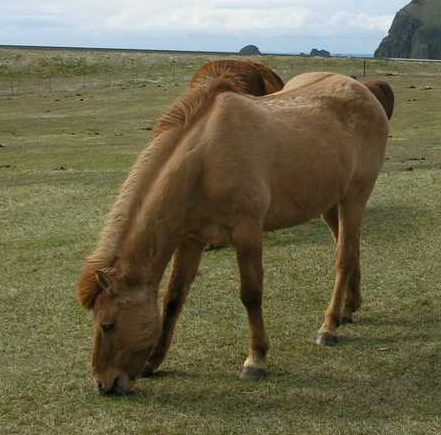
Fuchsfalbe (Islandpferd) ohne Mehlmaul

Fuchsfalben oder auch Rotfalben sind durch das Falbgen aufgehellte Füchse. Sie sind am Körper sandfarben, wobei die Farbe durch den Einfluss anderer, nur teilweise bekannter Gene erheblich variieren kann. Die Wildfarbigkeitsabzeichen, Mähne, Schweif und Aalstrich haben die zugrunde liegende Fuchsfarbe.
Verwechslungsmöglichkeiten:
- Pferde der Farbe Gold Champagne und Isabellen unterscheiden sich durch die durchgehend weiße oder hellere Mähne vom Fuchsfalben.
- Durch Pearl aufgehellte Füchse unterscheiden sich von Falben dadurch, dass ihr Langhaar durchgehend dieselbe Sandfarbe hat wie das restliche Fell.

### Mausfalbe

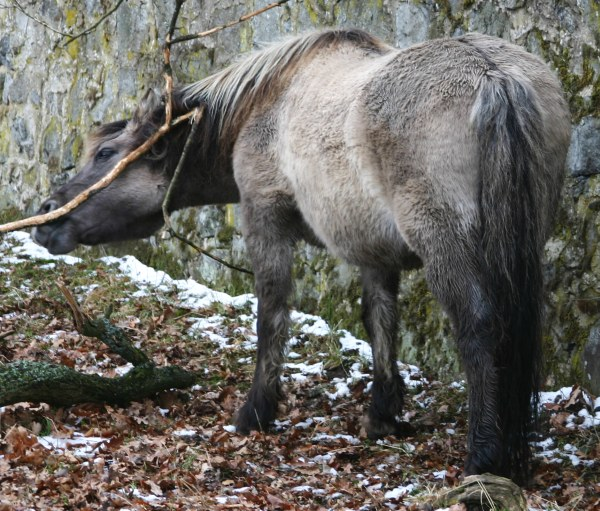
Mausfalbes Heckpferd ohne Mehlmaul.

Mausfalben sind durch das Falb-Gen aufgehellte Rappen. Sie sind am Körper grau, wobei die Farbe durch den Einfluss anderer, nur teilweise bekannter Gene erheblich variieren und teilweise auch ins Braune spielen kann. Die Wildfarbigkeitsabzeichen, Mähne, Schweif und Aalstrich sind schwarz.
Verwechslungsmöglichkeiten:
- Classic Champagne unterscheiden sich durch das einfarbig schokoladenbraune Langhaar und ihre rosa Haut mit dunklen Punkten vom Mausfalben.
- Pearl aufgehellte Rappen unterscheiden sich durch das einfarbig hellgraue vom Mausfalben.
- Braunfalben, deren zugrunde liegende Farbe schwarzbraun ist, sind bisweilen kaum von Mausfalben zu unterscheiden.

### Variationen durch weitere Farbgene
Wie Braune, Rappen und Füchse können auch Falben noch durch weitere Gene beeinflusst werden.  Bei vielen Falben gibt es zusätzlich ein durch das Gen Pangare hervorgerufenes Mehlmaul, das wie die Falbfarbe ebenfalls bei Wildpferden vorkommt.

## Genetik
Ein Falbe hat im Dun-Locus (D) das Allel, das dem Wildtyp des Pferdes entspricht. Er wurde traditionell dem Dilution-Locus bei anderen Tieren zugeordnet und mit D abgekürzt. Der genaue Genort und die Funktionsweise des Gens ist noch unbekannt, doch im Gegensatz zu den meisten Genen, die traditionell dem Dilution-Locus zugeordnet werden, handelt es sich offensichtlich nicht um ein Gen aus dem Albinismusspektrum, da ein Falbe alle Farbstoffe in normalem Ausmaß produzieren kann und das an den Stellen der Wildfarbigkeitsabzeichen auch tut.

## Geschichte
Die Falbfarbe wird als die ursprüngliche Pferdefarbe angenommen. Wildpferde sind als Pflanzenfresser und Beutetiere darauf angewiesen, möglichst wenig aufzufallen. Daraus resultiert meist eine einheitliche Tarnfarbe, wie sie bei vielen herdenbildenden Beutetieren anzutreffen ist. Wildlebende Przewalski-Pferde haben eine Farbe, die je nach Herkunft von einer helleren bis hin zu einem dunkleren Falb reicht. Viele Pferde, die auf prähistorischen Höhlenmalereien wie in der Chauvet-Höhle zu sehen sind, sind falb und mehrere eng verwandte Arten der Gattung Equus weisen Merkmale von Falben auf. Dazu gehören das Przewalski-Pferd, der Asiatische Esel, der Tibet-Wildesel, der Afrikanische Esel, das Quagga und der Tarpan. Auch Zebrastreifen können auch als eine Variante von falb angesehen werden, bei der die Verdünnung so extrem ist, dass das Haar fast weiß wird, und sich die Wildfarbigkeitsabzeichen (wie die gestreiften Beine) sich über den gesamten Körper erstrecken.